# Proksifan
Proksifan je ligand histaminskog H3 receptora, koji je „proteanski agonist“. On proizvodi različite efekte u opsegu od punog agonista do antagonista, do inverznog agonista u različitim tkivima, u zavisnosti od nivoa konstitutivne aktivnosti histaminskog H3 receptora. To mu daje kompleksan profil aktivnosti in vivo.